# Nura (rappeuse)
Noura Habib Omer (en arabe نورا حبيب عمر ; née le 24 décembre 1988 au Koweït) est une rappeuse, chanteuse, auteure et actrice érythréenne vivant en Allemagne. De 2014 à novembre 2018, elle est membre du duo hip-hop berlinois SXTN, avec la rappeuse Juju, ensuite elle se produit en solo. Elle joue également dans quelques films et est une militante LGBTQ.

## Biographie
Les parents de Nura sont originaires d'Érythrée. Son père travaille au Koweït où elle est née le 24 décembre 1988. Au moment de la Guerre du Golfe, sa mère part pour l'Allemagne avec ses quatre enfants. Son père reste au Koweït. 
En raison de conflits familiaux, Nura séjourne quelque temps dans un centre d'hébergement pour jeunes. À l'âge de 18 ans, elle s'installe à Berlin et suit une formation d'assistante sociale qu'elle n'achève pas. 
Nura a la citoyenneté érythréenne et ne dispose toujours (en 2019) que d'une autorisation de séjour provisoire en Allemagne, renouvelable tous les deux ans, qui ne lui permet pas de voyager en dehors de l'Europe.
À Berlin, elle acquiert une expérience de groupe musical et de scène comme danseuse avec le groupe berlinois pop-punk-electro The Toten Crackhuren im Kofferraum et avec la chorale Fun-Punk-Band.

### SXTN
Avec la rappeuse Juju, elle fonde le duo SXTN en 2014. Le duo reçoit un disque d'or pour son single Von Party zu Party en 2018, ainsi que le Live Entertainment Award.
Leurs textes sont provocateurs, vulgaires, « ouvertement sales ». Les deux artistes se revendiquent antiracistes, anti-porcs, anti-xénophobes et anti-homophobes. Elles inversent les rôles et détournent les codes, incarnant un « courant subversif qui représente soit le mal pour certains, soit la modernité pour d’autres. ».
« Elles représentent une image dure et dominante de la femme, se collent un phallus avec lequel elles remettent les hommes à leur place, mais reproduisent aussi les aspects misogynes de la culture hip-hop », écrit Nadine Lange dans un reportage de concert pour le Tagesspiegel et déplore la « provocation méprisante » du duo. «  Avec une moyenne de plus de sept termes sexistes par chanson, le duo [...] a le score le plus élevé de tous les artistes considérés » écrit Björn Rohwer dans Der Spiegel dans une analyse du sexisme dans le rap.
Le duo SXTN se sépare en novembre 2018.

### Carrière solo
Nura se produit ensuite en solo. Elle produit le single « Auf der Kippe » avec AchtVier et se fait connaître grâce à Chaya, une collaboration avec Trettmann. En mars 2019 sort son premier album solo Habibi, sur lequel elle rappe et chante aussi.  
En 2019, Nura se produit dans des festivals tels que le Summerjam, le Happyness Festival et le Openair Frauenfeld.
Au cinéma, elle est actrice en 2015 dans le film Der Nachtmahr d'Akiz, en 2018 dans Asphaltgorillas de Detlev Buck, en 2919 dans Hager de Kevin Kopacka et dans Asphalt Burning de Hallvard Bræin en 2020. En 2019 elle joue dans la série télévisée Jerks (de).
Nura milite pour les droits de la communauté LGBTQ et est le visage du Berliner Christopher Street Day 2018, la Pride de Berlin. La même année, elle participe à un concert de solidarité contre les exactions des extrémistes de droite à Chemnitz. 
En 2020, elle publie son autobiographie sous le titre Weißt du, was ich meine? Vom Asylheim in die Charts (Sais tu ce que je veux dire? Du centre pour réfugiés au hit-parade). Elle y aborde son enfance, avec les tensions culturelles, et aussi le racisme et le sexisme auxquels elle a été confrontée. 
En 2021, Nura participe au spectacle Sing my song avec Johannes Oerding, DJ BoBo, Stefanie Heinzmann, Gentleman, Ian Hooper (Mighty Oaks) et Joris. 

## Discographie

### Albums studio
2019 : Habibi

### Singles
Comme artiste principale
- 2017 : Auf der Kippe
- 2018 : Babebabe (ft SAM)

Chaya (ft Trettmann)
Nackt (avec Remoe)
- 2019 : SOS

Was ich meine
Sativa
Radio
- 2021 : Fotze wieder da/Hier oben

Ich war's nicht
Lola
On Fleek
Niemals Stress mit Bullen
Auf der Suche
Comme musicienne invitée
- 2018 : Wenn ich will

Fokus
36 Grad
Nackt
Temperamento
- 2019 : Verliebt in einen Gangster

Comfort zone
Sie ist geladen
Bam Bam
- 2020 : Bist du dabei ?

Da wo du herkomst (remix)
Trauma
- 2021 : Garten

Todesliste
Fall
Fortnite
Kein Bock
Interlude
Ohne Sinn (ft Bausa)
Habibi
Keiner hat gefragt
Wuppertal
Laut
Babe
Comfort Zone (avec Manuelssen)

## Filmographie
- 2015 : Der Nachtmahr
- 2018 : Asphaltgorillas
- 2019 : Jerks (saison 1, épisode 3 et saison 3, épisode 5)
- 2020 : Hager
- 2020 : Asphalt Börning

## Distinctions
- 2018 : Live Krone - Catégorie : Meilleur artiste[20]

Disque d'or
Live Entertainment Award
- 2019 : Nomination pour les Hype Awards[21]

## Publication
- Weißt du, was ich meine? – Vom Asylheim in die Charts, Ullstein-Verlag, Berlin 2020,  (ISBN 978-3864931390) .